# Guillaume Gouix

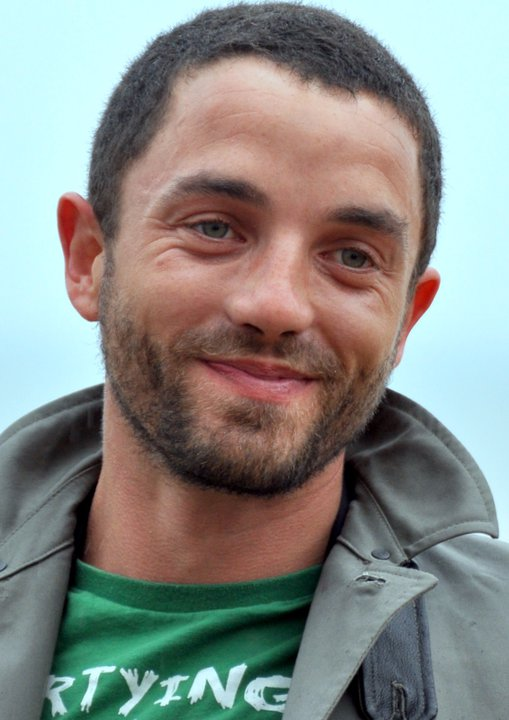
Guillaume Gouix (2011)

Guillaume Gouix (* 30. November 1983 in Aix-en-Provence, Frankreich) ist ein französischer Schauspieler.

## Leben
Guillaume Gouix studierte Schauspiel am Marseiller Konservatorium und anschließend auf einer Schauspielschule in Cannes. Nachdem er bei mehreren Theateraufführungen mitwirkte, debütierte er 1998 in einer Folge der Fernsehserie Marseille. Sein Leinwanddebüt gab er in Christophe Reicherts Deuxième quinzaine de juillet als Kevin an der Seite von Michèle Bernier und Zinedine Soualem. 2011 war er unter anderem in Who Killed Marilyn? und in Woody Allens Midnight in Paris zu sehen. Für seine Hauptrolle in Teddy Lussi-Modestes Drama Jimmy Rivière wurde er bei der Verleihung des französischen Filmpreises César 2011 als Bester Nachwuchsdarsteller nominiert.
Zusammen mit der französischen Schauspielerin Alysson Paradis hat er einen Sohn, der 2015 geboren wurde.

## Filmografie (Auswahl)
- 1998: Marseille (Fernsehserie, eine Folge)
- 2000: Deuxième quinzaine de juillet
- 2001: Auf Abwegen (Dérives)
- 2003: Die Sprinterin (Des épaules solides)
- 2006: Jedem seine Nacht (Chacun sa nuit)
- 2007: Außer Kontrolle (Ravages)
- 2007: Intimate Enemies – Der Feind in den eigenen Reihen (L’ennemi intime)
- 2007: Zimmer 401 – Rückkehr aus der Vergangenheit (La disparue de Deauville)
- 2010: 22 Bullets (L’immortel)
- 2010: Belle Épine
- 2011: Jimmy Rivière
- 2011: Midnight in Paris
- 2011: Who Killed Marilyn? (Poupoupidou)
- 2012–2015: The Returned (Les Revenants, Fernsehserie)
- 2012: Jenseits der Mauern (Hors les murs)
- 2014: Niemand weiss davon (Les Pilules bleues)
- 2014: French Women – Was Frauen wirklich wollen (Sous les jupes des filles)
- 2015: Im Auge des Wolfes (Braqueurs)
- 2017: Das ist unser Land! (Chez nous)
- 2018: Les confins du monde
- 2019: So wie du mich willst (Celle que vous croyez)
- 2020: Leichter gesagt als getan (Les choses qu’on dit, les choses qu’on fait)
- 2021: Kein Lebenszeichen (Disparu à jamais)
- 2023: Polar Park – Eiskalte Morde (Polar Park, Fernsehserie, 6 Folgen)
- 2023: Rosalie
- 2023: So sind wir, so ist das Leben (Toni, en famille)

## Auszeichnung (Auswahl)
- César 2012: Nominierung als Bester Nachwuchsdarsteller für Jimmy Rivière